# Crystal River
Crystal River és una població dels Estats Units a l'estat de Florida. Segons el cens del 2000 tenia 3.485 habitants.

## Demografia
Segons el cens del 2000, Crystal River tenia 3.485 habitants, 1.498 habitatges, i 927 famílies. La densitat de població era de 236,1 habitants per km².
Dels 1.498 habitatges en un 21,8% hi vivien nens de menys de 18 anys, en un 48% hi vivien parelles casades, en un 10,5% dones solteres, i en un 38,1% no eren unitats familiars. En el 32% dels habitatges hi vivien persones soles el 13% de les quals corresponia a persones de 65 anys o més que vivien soles. El nombre mitjà de persones vivint en cada habitatge era de 2,16 i el nombre mitjà de persones que vivien en cada família era de 2,68.
Per edats la població es repartia de la següent manera: un 19% tenia menys de 18 anys, un 5,2% entre 18 i 24, un 20,9% entre 25 i 44, un 27,2% de 45 a 60 i un 27,6% 65 anys o més.
L'edat mediana era de 48 anys. Per cada 100 dones de 18 o més anys hi havia 87,8 homes.
La renda mediana per habitatge era de 37.207 $ i la renda mediana per família de 47.250 $. Els homes tenien una renda mediana de 39.357 $ mentre que les dones 25.417 $. La renda per capita de la població era de 25.866 $. Entorn del 3,5% de les famílies i el 9,9% de la població estaven per davall del llindar de pobresa.

## Poblacions properes
El següent diagrama mostra les poblacions més properes.